# بلیک ریچاردسون
بلیک ریچاردسون (انگلیسی: Blake Richardson؛ زادهٔ ۲۹ ژوئن ۱۹۸۴) طبل‌زن اهل ایالات متحده آمریکا است.